# دوري الدرجة الأولى الروماني 2002–03
دوري الدرجة الأولى الروماني 2002–03 (بالرومانية: Divizia A 2002-2003)‏ هو الموسم 85 من  دوري الدرجة الأولى الروماني. أقيم خلال الفترة 17 أغسطس 2002 وحتى 28 مايو 2003، وأشرف على تنظيمه اتحاد رومانيا لكرة القدم، وكان عدد الأندية المشاركة فيه  16، وفاز فيه رابيد بوخارست بعد أن لعب 30 مباراة وفاز بـ 20 منها.

## نتائج الموسم
| المركز | فريق          | لعب | ف  | ت | خ | له | عليه | ف.أ | نقاط | ملاحظة |
| ------ | ------------- | --- | -- | - | - | -- | ---- | --- | ---- | ------ |
| 1      | رابيد بوخارست | 30  | 20 | 3 | 7 | 59 | 25   | +34 |      |        |